# 天幕のジャードゥーガル
『天幕のジャードゥーガル』（てんまくのジャードゥーガル、A Witch's Life in Mongol）は、トマトスープによる日本の漫画。WEBコミックサイト『Souffle』（秋田書店）にて、2021年9月25日から連載中。
モンゴル帝国第2代皇帝オゴデイの第六皇后ドレゲネの側近として仕えたファーティマ・ハトゥンを題材としている。2023年度のこの「このマンガがすごい! オンナ編」で第1位を獲得した。歴史物が同ランキングで1位を獲得したのは初となる。テレビアニメの制作が決定している。
題名の「ジャードゥーガル」はペルシア語で「魔術師」・「魔女」を意味する（جادوگر, 現代ペルシア語発音：[d͡ʒɒː.d̪uː.ɡʲæɹ], ジャードゥーギャル）。

## あらすじ
13世紀、イラン東部の街トゥースにて、シタラは奴隷として売られた。買ったのは学者の一族であり、シタラは当初逃げ出そうとするも、家の後継ぎであるムハンマドから知識の大切さを教えられ、その家で働きながら勉強をすることとなる。その後、ムハンマドはより学問を深めるためにニーシャープールへと旅立つ。
8年後、トゥースをはじめとした中東の都市にモンゴルが襲来し、シタラと主人の一人であるファーティマは家の地下に隠れていたが見つかってしまう。家の財産である書物「エウクレイデスの原論」をトルイから取り戻そうとして兵士に斬られそうになったシタラをかばい、ファーティマは殺される。その後シタラは捕虜となり他の市民たちとともにモンゴルに送られるが、奴隷仲間たちとも死別し、さらにムハンマドがいるニーシャプールもモンゴルに襲撃されたことを知って絶望する。そんな中、通訳であるシラに勧められ、「原論」の解説者としてソルコクタニ・ベキに仕えることになるが、賢いながらも捕虜たちの境遇や気持ちに無頓着な彼女に腹を立て、モンゴルに対して復讐しようと決意する。
1229年、チンギス・カンの遺言によりオゴタイが皇帝に即位する。しかしチンギス・カンの財産や軍事力は、末子のトルイが継承したため、王族内で権力のねじれが生じていた。シタラは密偵としてチャガタイの監視をソルコクタニに命じられるが、泥棒と間違えられてオゴタイの妃ドレゲネの元に連行される。ドレゲネはかつてモンゴルと敵対していたメルキト族長の妻であったが、夫をモンゴルに討たれた過去があった。互いの境遇を知った二人は結託し、モンゴル帝国への復讐のために動き出す。

## 登場人物

### トゥース市の人々
シタラ／ファーティマ
奴隷の少女。シタラは星の意。母を亡くしたため前の主人に売られてしまい、ファーティマの家に引き取られる。当初は逃げ出そうとしていたが、ムハンマドから勉強の意味を教えられて感銘を受け、ファーティマの家で8年を過ごす。このままずっとその生活が続くと思っていたが、モンゴルの襲来によってファーティマを失い、他の奴隷たちとともに捕虜としてモンゴルに送られる。
家の財産であり、トルイに奪われた書物「原論」を取り戻すため、トルイの妃であるソルコクタニ・ベキに仕えるが、彼女の無邪気さや無頓着さに腹を立て、モンゴルへの復讐を決意する。「王族に取り入るためには、出自が良い方が望ましい」というシラからの提案で、以後は主人の名であるファーティマを名乗る。
新帝即位後、ソルコクタニの命令で密偵としてチャガタイのもとに潜入しようとするが、持っていたジャダ石を盗んだものと勘違いされ、ドレゲネの元に連行される。そのことをきっかけとしてドレゲネの侍女となり、モンゴル帝国への復讐を画策する。
ファーティマ
シタラの主人で、ムハンマドの母。学者の一族の出。知識を求めることはイスラム教徒の努めという考えを持ち、奴隷商からの依頼もあって、奴隷であるシタラにも教育を行う。また、亡き夫が残した写本を大切に保管している。
奴隷とはいえシタラを娘のように愛しており、最後はシタラを庇ってモンゴル兵の凶刃に倒れる。
ムハンマド
ファーティマの息子。シタラが買われた家の跡継ぎ。頭が良く、保守的な神学の講義だけでは飽き足らず、より学問を深めるためにニーシャープールへと旅立った。シタラと手紙のやり取りをしていたが、ニーシャープールもモンゴルに侵略されたため、その後の消息は不明。
ただし、第1話にて「のちに高名な学者となる」という説明が添えられており、読者には生き残っていることが示唆されている。
ファーティマの兄
シタラの主人。私塾の教師であり、シタラにクルアーンの読誦を教える。モンゴルの襲来時に他の奴隷たちとともに避難するも捕まり、奴隷たちと引き離されたまま故人となる。
ズムッルド
ファーティマに仕える奴隷。西の国の出身。捕虜としてモンゴルに送られる途中、弟のミハイルがモンゴル兵に処刑される姿を目の当たりにしてしまう。その後、病に倒れ回復しないまま息を引き取る。
アニース
ファーティマに仕える奴隷。奴隷としての考え方をシタラに教える。捕虜となってもムハンマドが生きていることに希望を見出していたが、ニーシャプールが襲撃されたことを知った翌朝、モンゴル兵に掴みかかって斬り捨てられる。

### モンゴル帝国
ドレゲネ
オゴタイの第六妃。元はナイマン族の娘で、メルキトのウハズ氏族の長ダイル・ウスンの妻であった。
ダイル・ウスンとは大きな年の差があったが、娘のクランの手助けもあり、徐々に打ち解けていく。
メルキトを侵略し、夫を討ったオゴタイひいてはモンゴル帝国を強く憎んでいる。
ジャダ石をきっかけにシタラと出会い、互いの境遇を知るうちに結託し、共にモンゴル帝国へ復讐することとなる。
トルイ亡き後、第六妃から第二妃へ昇格する。
オゴタイ
チンギス・カンの三男。チンギスの崩御後、その遺言に従い皇帝の座につく。また古の君主号であるカアンを復活させた。
商業の発達や領内の安全確保、都市の建設など、それまでモンゴル人があまり重視してこなかった政策を進めていくが、モンゴルの伝統に囚われないその発想は、あまり周囲の理解を得られていない。
グユク
オゴタイとドレゲネの息子。情緒が不安定であり、初対面の人物に対して異様な警戒心を示す。
ボラクチン
オゴタイの第一妃。元はチンギス・カンの妃だったが、レヴィレート婚によってオゴタイが相続した。オゴタイが帝位についてからは、大カトゥンと呼ばれている。
オゴタイよりもかなり年上であり、また実家も特に血筋が良いわけでもないので、周囲はなぜボラクチンがオゴタイの正妃となったのか訝しんでいる。
不老不死に興味があり、そのために雄黄を摂取しつづけて病に伏していたが、シタラの助言でジャダ石を飲んで回復する。しかし実際は、トルイを謀殺するために自ら雄黄の効能を試していた。
キルギスタニ
オゴタイの第三妃。
史実のキルギスタニは、ボラクチンと同様に、元はチンギス・カンの妃であり、レヴィレート婚によってオゴタイが相続したが、本作では最初からオゴタイの妃という設定。コデンの母。
モゲ
オゴタイの第四妃。ボラクチンの病気を治すため、シタラと引き合わせる。
ボラクチンと同じく、元はチンギス・カンの妃であり、レヴィレート婚によってオゴタイが相続した。そのため、ボラクチンとは仲が良い。
トルイ
チンギス・カンの末子。モンゴルの将軍としてトゥースを始めとして中東の諸都市を制圧した。武勇に優れるも、知識にはあまり興味がなく、ファーティマの家から原論を奪ったのも、妃であるソルコクタニが望んだからである。
モンゴルの末子相続の慣習により、チンギス・カンの全てを受け継ぐ者（炉の主）とされている。チンギス・カンの崩御後は、帝国の軍事力や財産の大部分を継承し、約2年間は監国として国政を代行する。1229年、父の遺言に従って帝位を兄オゴタイに譲るが、依然として総会議では強い発言力を持ち、第二次金朝遠征を推し進める。
オゴタイとは仲が良いが、ボラクチンなどの周囲は、トルイ家が皇帝を上回る武力を持っていることを警戒している。
その後、金国との戦いで戦功をあげるも、病に倒れたオゴタイの身代わりとなるために「悪霊を封じた水」を飲み、死去する。
ソルコクタニ・ベキ
トルイの正妃。ケレイトの出であり、ネストリウス派キリスト教の信者。
知識に強い興味があり、西方の知識をモンゴルに取り入れ、後の世代に伝えていくことを望んでいる。トルイに頼んで「原論」の写本を入手し、指南役としてシタラをそばに置く。あらゆる犠牲に対して無頓着であり、シタラに強く恨まれるが気づいていない。
新帝即位後、チャガタイやオゴタイの動きを警戒している。
クビライ
トルイの次男。
フレグ
トルイの三男。
ジュチ
チンギス・カンの長男。
チャガタイ
チンギス・カンの次男。オゴタイと仲が良い。
しばしば、他者に対してきつい物言いをするが、本心は「互いに法を守っていれば弱者も守られるはず」という考えから来ている。
テムゲ
チンギス・カンの弟。
チンギス・カン
モンゴル帝国初代皇帝。1227年にオゴタイを次期皇帝に指名し崩御する。遠征の最中であったためその死はしばらく伏せられた。
作中ではイメージも含めて後ろ姿のみの描写となっており顔は一切描かれていない。

### 家臣たち
シラ
サマルカンド出身の少年。モンゴルに捕らえられ徴発兵にされるが、前線行きを免れるためにモンゴル語を必死で覚え、進んで通訳の任務を引き受ける。モンゴル王族に取り入って出世するため、「原論」の指南役としてシタラを推薦する。
カダク
ドレゲネとグユクの側近。シタラを泥棒と間違え、ドレゲネの元に連行する。以後もシタラを警戒し監視している。
チンカイ
ウイグル人。書記官を努めている。シタラに対してモンゴルに必要な賢者と評価する。
モンゴル族の多くが、文字を軽視して学ばないため、帝国の大きさに比べて書記官が少ないことを嘆いている。
イルケ
オゴタイに仕える将軍。
イルチダイ
イルケの息子。オゴタイのケシク（皇帝の世話や護衛を担当する当直係）に任じられる。
アルグン
オイラト族の出身の奴隷で、イルケの従者。奴隷の身分であるが、イルチダイとは兄弟のように扱われて育つ。
真面目で忠実だが、自己が希薄。
イルケに命を受け、イルチダイとともにオゴタイのケシクになる。
ヒタイ語を理解し、モンゴル族の多くが軽視する文字の知識も習得しており、チンカイからは重宝されている。
コルグス
ペルシアに駐在するチン・テムル将軍の書記官。難しい言い回しを多用する癖がある。ペルシアに総督府を作るようオゴタイに嘆願する。

### メルキト族
ダイル・ウスン
ドレゲネの最初の夫でウハズ氏族の長。ドレゲネとは親子以上に歳が離れている。ナイマン族と同盟を組むなどモンゴルへ対抗するべく力を尽くしてきたが、巫術で一族の未来を予知し、クランをチンギス・カンに捧げ、一族の女たちもモンゴルに引き取ってもらい降伏するが、その後反乱を起こしてオゴタイに討たれる。
クラン
ダイルの娘。人懐っこく、嫁いできたばかりで塞いでいたドレゲネともすぐに打ち解ける。一族を守るためチンギス・カンの妻となる。
クルトガン
ウドイト氏族長の末子でクランとは幼なじみ。弓の名手。メルキト族の反乱に加わり戦死する。

## 書誌情報
- トマトスープ『天幕のジャードゥーガル』秋田書店〈ボニータコミックス〉、既刊5巻（2025年4月16日現在）
  1. 2022年8月16日発売[7]、ISBN 978-4-253-26446-4
  2. 2023年2月16日発売[8]、ISBN 978-4-253-26447-1
  3. 2023年9月14日発売[9]、ISBN 978-4-253-26448-8
  4. 2024年8月16日発売[10]、ISBN 978-4-253-26449-5
  5. 2025年4月16日発売[11]、ISBN 978-4-253-26450-1

## テレビアニメ
2025年4月にテレビアニメ化が発表された。テレビ朝日系列にて2026年放送予定。

### スタッフ
- 原作 - トマトスープ[2]
- アニメーション制作 - サイエンスSARU[2]